# 賀政
賀政（1962年1月9日—），中華民國陸軍中將（退役）、本省人，畢業於陸軍官校54期，生於臺灣高雄縣，籍貫高雄市，曾參與花蓮0206地震救災指揮，為當時救災人力運籌與救災行動指揮的總負責人，現任退輔會大南汽車公司董事長，曾任陸軍副司令、陸軍金防部指揮官、陸軍教準部指揮官、陸軍花防部指揮官、陸勤部副指揮官、陸軍十軍團參謀長、陸軍東引指揮官。

## 荣誉

### 中华民国勋章奖章

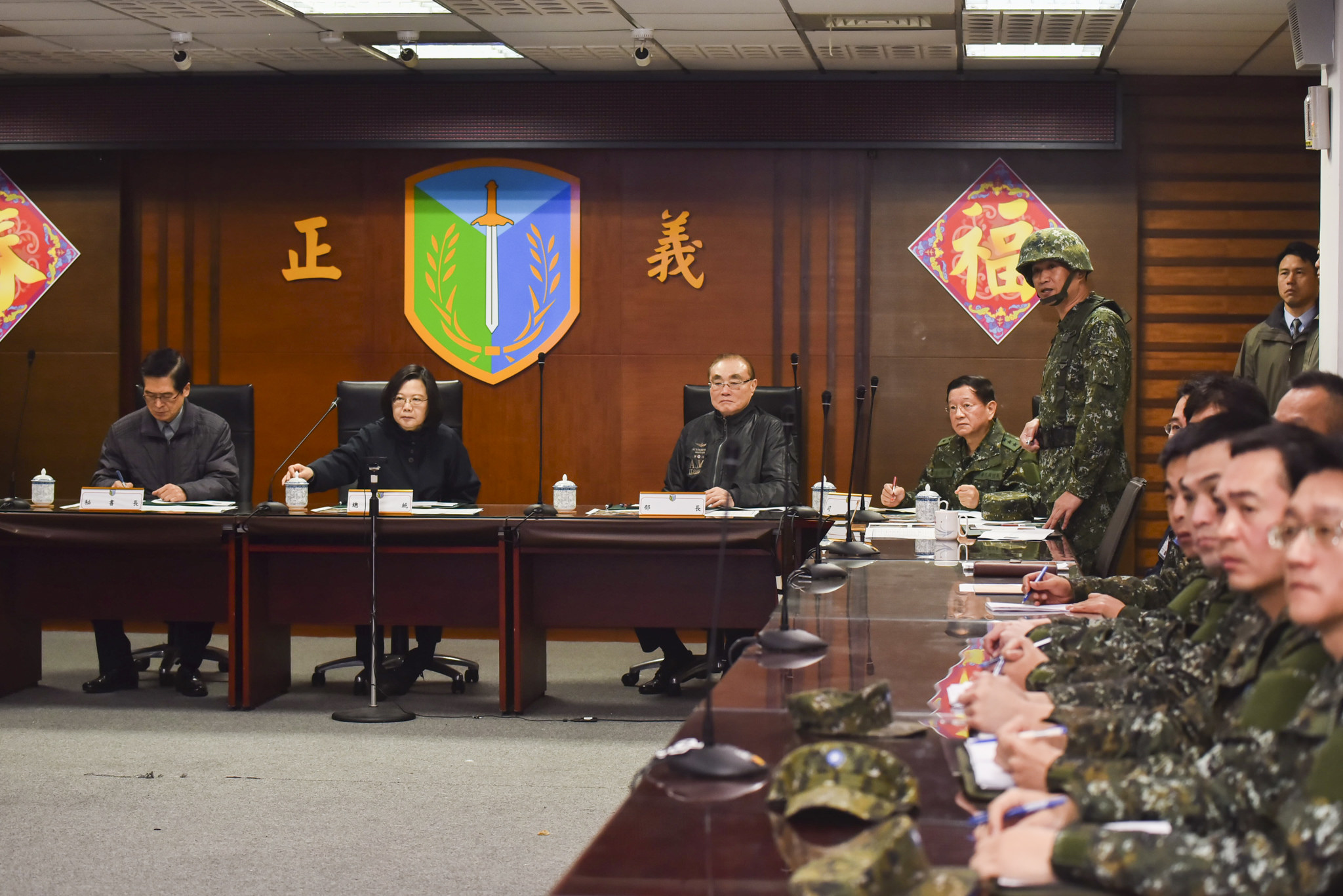
2018年花蓮地震期間，時任花防部指揮官賀政中將向總統蔡英文、國防部長馮世寬及國安會秘書長嚴德發等人簡報災害狀況及救災進度，攝於2018年2月7日。

- 二星陆光甲种奖章（2019年7月3日于陆军金门防卫指挥部擎天厅颁授[1]）